# Allorhynchium concolor
Allorhynchium concolor är en stekelart som beskrevs av Vecht 1963. Allorhynchium concolor ingår i släktet Allorhynchium och familjen Eumenidae. Utöver nominatformen finns också underarten A. c. atripenne.